# Gradačac
Gradačac (en cyrillique : Градачац) est une ville et une municipalité de Bosnie-Herzégovine située dans le canton de Tuzla et dans la fédération de Bosnie-et-Herzégovine. Selon les premiers résultats du recensement bosnien de 2013, la ville intra muros compte 13 474 habitants et la municipalité 41 836.

## Géographie
Gradačac est au nord-est de la Bosnie-Herzégovine, dans la région de Bosanska Posavina,  sur les bords de la rivière Gradašnica, entre les monts Majevica (916 m) et Trebava.

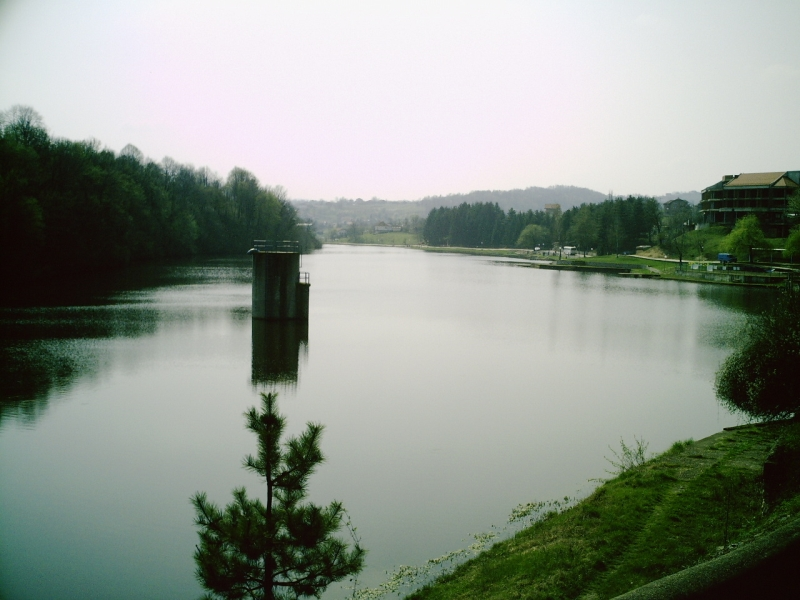
Le lac de Hazna

## Histoire
La région de Gradačac était déjà peuplée à l'époque du Néolithique, en raison de sa position favorable à l'implantation humaine : les rivières Usora et Ukrina, la Save et la Bosna apportaient leurs ressources en poissons, tandis que les forêts fournissaient un approvisionnement en gibier. Après l'arrivée des Romains, des routes et des villages furent construits, en pierres et en briques.
La župa de Gradačac est mentionnée pour la première fois en 1302 et la ville elle-même en 1465 ; à cette époque, elle était également connue sous le nom de Gračac. La ville fut conquise par les Ottomans en 1512 et sa nahija (municipalité) est mentionnée pour la première fois dans un defter de 1533 ; elle devint un kadiluk (comté ou canton) en 1634. En 1701, la localité obtint le statut de palanka (ville) et elle devint le quartier général d'une capitainerie en 1710. Les capitaines de la famille des Gradaščević contribuèrent au développement de la ville ; le plus célèbre d'entre eux, Husein-kapetan Gradaščević, surnommé Zmaj od Bosne (le « Dragon de Bosnie »), fut le chef d'un soulèvement en 1831. La ville possède une forteresse construite entre 1765 et 1821, ainsi qu'une tour de l'horloge (en bosnien : sahat-kula), érigée en 1824 par Husein Gradaščević.

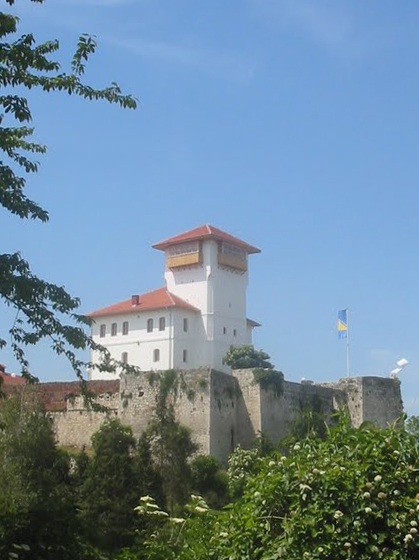
La forteresse de Gradačac

Gradačac fut endommagée par des bombardements au cours de la guerre de Bosnie 1992-1995. Depuis la guerre, la ville fait partie du canton de Tuzla au sein de la fédération de Bosnie-et-Herzégovine ; une portion de son ancien territoire a été rattachée à la municipalité nouvellement créée de Pelagićevo et intégrée à la république serbe de Bosnie.

## Localités

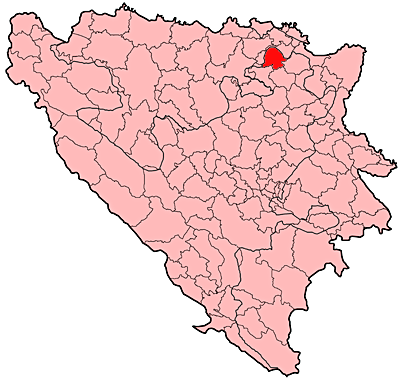
Localisation de la municipalité de Gradačac en Bosnie-Herzégovine

La municipalité de Gradačac compte 34 localités :
| - Avramovina - Biberovo Polje - Blaževac - Donja Međiđa - Donja Tramošnica - Donje Krečane - Donje Ledenice - Donji Lukavac - Donji Skugrić - Gajevi - Gornja Međiđa - Gornja Tramošnica | - Gornje Krečane - Gornje Ledenice - Gornji Lukavac - Gradačac - Hrgovi Donji - Jasenica - Jelovče Selo - Kerep - Mionica - Novalići - Porebrice - Rajska | - Samarevac - Sibovac - Srnice Donje - Srnice Gornje - Turić - Vida - Vučkovci - Zelinja Donja - Zelinja Gornja - Zelinja Srednja |

## Démographie

### Villeintra muros

#### Évolution historique de la population dans la villeintra muros
| 1948 | 1953 | 1961  | 1971  | 1981   | 1991   | 2013   |
| ---- | ---- | ----- | ----- | ------ | ------ | ------ |
| -    | -    | 5 878 | 7 606 | 10 661 | 12 868 | 13 474 |

|  |

### Municipalité

#### Évolution historique de la population dans la municipalité
| 1961   | 1971   | 1981   | 1991   | 2013   |
| ------ | ------ | ------ | ------ | ------ |
| 42 488 | 48 384 | 54 281 | 56 581 | 41 836 |

#### Répartition de la population par nationalités dans la municipalité (1991)
En 1991, sur un total de 56 581 habitants, la population se répartissait de la manière suivante :

## Politique
À la suite des élections locales de 2012, les 30 sièges de l'assemblée municipale se répartissaient de la manière suivante :
| Parti                                                               | Sièges |
| ------------------------------------------------------------------- | ------ |
| Parti social-démocrate (SDP)                                        | 7      |
| Parti d'action démocratique (SDA)                                   | 7      |
| Alliance pour un meilleur avenir de la Bosnie-Herzégovine (SBB BiH) | 5      |
| Parti pour la Bosnie-Herzégovine (SBiH)                             | 4      |
| Parti patriotique de Bosnie-Herzégovine-Sefer Halilović (BPS)       | 2      |
| Force du mouvement économique en Bosnie-Herzégovine (SEP)           | 2      |
| Parti national pour l'amélioration par le travail                   | 2      |
| Minorités nationales                                                | 1      |

Edis Dervišagić, membre du Parti social-démocrate (SDP), a été élu maire de la municipalité.

## Sport
- RK Gradačac
- NK Zvijezda Gradačac
- OK Kula-Gradačac
- KIK Zmaj Gradačac (basket-ball en fauteuil roulant)

## Personnalités

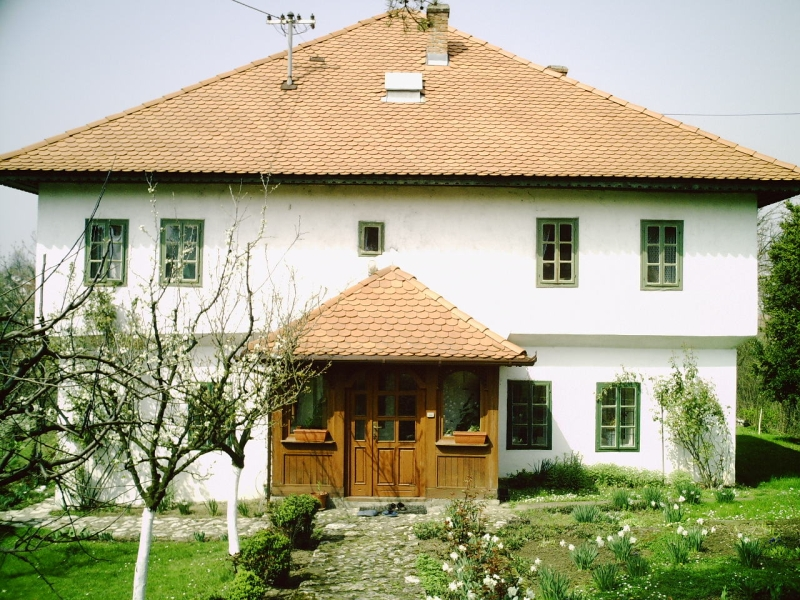
La maison natale de Husein Gradaščević (musée)

- Husein Gradaščević (1802–1834), général bosniaque
- Mehmed Halilović
- Aleksandar Mlač
- Stjepan Šiber
- Hasan Kikić (1905-1942), écrivain
- Damir Doborac (né en 1980), joueur de handball
- Dario Damjanović (né en 1981), footballeur
- Stevan Dedijer, académicien
- Ahmed Muradbegović, écrivain
- Mustafa Imamović, historien
- Mina Imširović, auteur
- Mario Gavranovic, footballeur